# Vlača
Vlača é um município da Eslováquia, situado no distrito de Vranov nad Topľou, na região de Prešov. Tem 4,25 km² de área e sua população em 2018 foi estimada em 230 habitantes.

## Demografia
| Ano:        | 1994 | 2004   | 2014   | 2024    |
| ----------- | ---- | ------ | ------ | ------- |
| Broj ljudi: | 224  | 230    | 234    | 209     |
| Razlika:    |      | +2,67% | +1,73% | -10,68% |

| Ano:               | 2023 | 2024   |
| ------------------ | ---- | ------ |
| Número de pessoas: | 213  | 209    |
| Diferença:         |      | -1,87% |